# Kyle Quincey
Kyle Quincey (* 12. srpna 1985, Kitchener, Ontario) je bývalý kanadský hokejový obránce naposledy hrající v týmu Minnesota Wild v severoamerické lize NHL. Detroit ho draftoval v roce 2003 ve čtvrtém kole draftu celkově 132. V roce 2008 ho Red Wings umístili na listinu volných hráčů odkud si ho vybral tým Los Angeles Kings. V roce 2009 přestoupil do Colorada Avalanche kde se vyvinul v nejlepšího beka týmu. 21.2 2012 ho Colorado vyměnilo do Tampy Bay za Steva Downieho a o pár minut později ho Tampa vyměnila do Detroitu za beka Sébastiana Pichého a za výběr v prvním kole draftu 2012 a Quincey se hned v prvním zápase za svůj staronový klub proti Vancouveru uvedl gólem, ale Red Wings i přesto prohráli 3:4 na nájezdy.

## Úspěchy

### Individuální úspěchy
- OHL 2. All-Star Team – 2003/04, 2004/05

## Klubové statistiky
| Sezona                 | Klub                  | Soutěž     | Základní část | Základní část | Základní část | Základní část | Základní část | Play off | Play off | Play off | Play off | Play off |
| Sezona                 | Klub                  | Soutěž     | Z             | G             | A             | B             | TM            | Z        | G        | A        | B        | TM       |
| ---------------------- | --------------------- | ---------- | ------------- | ------------- | ------------- | ------------- | ------------- | -------- | -------- | -------- | -------- | -------- |
| 2001/02                | Mississauga Chargers  | OPJHL      | 27            | 5             | 14            | 19            | 31            | –        | –        | –        | –        | –        |
| 2002/03                | London Knights        | OHL        | 66            | 6             | 12            | 18            | 77            | 14       | 3        | 4        | 7        | 11       |
| 2003/04                | London Knights        | OHL        | 3             | 0             | 2             | 2             | 4             | –        | –        | –        | –        | –        |
| 2003/04                | Mississauga IceDogs   | OHL        | 61            | 14            | 23            | 37            | 135           | 24       | 3        | 13       | 16       | 32       |
| 2004/05                | Mississauga IceDogs   | OHL        | 59            | 15            | 31            | 46            | 111           | 5        | 0        | 3        | 3        | 4        |
| 2005/06                | Grand Rapids Griffins | AHL        | 70            | 7             | 26            | 33            | 107           | 16       | 0        | 1        | 1        | 27       |
| 2005/06                | Detroit Red Wings     | NHL        | 1             | 0             | 0             | 0             | 0             | –        | –        | –        | –        | –        |
| 2006/07                | Grand Rapids Griffins | AHL        | 65            | 4             | 18            | 22            | 126           | 2        | 0        | 0        | 0        | 0        |
| 2006/07                | Detroit Red Wings     | NHL        | 6             | 1             | 0             | 1             | 0             | 13       | 0        | 0        | 0        | 2        |
| 2007/08                | Grand Rapids Griffins | AHL        | 66            | 5             | 15            | 20            | 149           | –        | –        | –        | –        | –        |
| 2007/08                | Detroit Red Wings     | NHL        | 6             | 0             | 0             | 0             | 4             | –        | –        | –        | –        | –        |
| 2008/09                | Los Angeles Kings     | NHL        | 72            | 4             | 34            | 38            | 63            | –        | –        | –        | –        | –        |
| 2009/10                | Colorado Avalanche    | NHL        | 79            | 6             | 23            | 29            | 76            | 6        | 0        | 0        | 0        | 8        |
| 2010/11                | Colorado Avalanche    | NHL        | 21            | 0             | 1             | 1             | 18            | –        | –        | –        | –        | –        |
| 2011/12                | Colorado Avalanche    | NHL        | 54            | 5             | 18            | 23            | 60            | –        | –        | –        | –        | –        |
| 2011/12                | Detroit Red Wings     | NHL        | 18            | 2             | 1             | 3             | 29            | 5        | 0        | 2        | 2        | 6        |
| 2012/13                | Denver Cutthroats     | CHL        | 12            | 2             | 9             | 11            | 6             | –        | –        | –        | –        | –        |
| 2012/13                | Detroit Red Wings     | NHL        | 36            | 1             | 2             | 3             | 18            | 14       | 0        | 2        | 2        | 12       |
| 2013/14                | Detroit Red Wings     | NHL        | 82            | 4             | 9             | 13            | 88            | 5        | 0        | 0        | 0        | 2        |
| 2014/15                | Detroit Red Wings     | NHL        | 73            | 3             | 15            | 18            | 77            | 7        | 0        | 3        | 3        | 4        |
| 2015/16                | Detroit Red Wings     | NHL        | 47            | 4             | 7             | 11            | 36            | 4        | 0        | 1        | 1        | 4        |
| 2016/17                | New Jersey Devils     | NHL        | 53            | 4             | 8             | 12            | 39            | –        | –        | –        | –        | –        |
| 2016/17                | Columbus Blue Jackets | NHL        | 20            | 2             | 1             | 3             | 12            | –        | –        | –        | –        | –        |
| 2017/18                | Minnesota Wild        | NHL        | 18            | 0             | 3             | 3             | 28            | –        | –        | –        | –        | –        |
| 2018/19                | HIFK                  | Liiga      | 35            | 5             | 8             | 13            | 58            | 12       | 1        | 6        | 7        | 12       |
| NHL celkem             | NHL celkem            | NHL celkem | 586           | 36            | 122           | 158           | 548           | 56       | 0        | 9        | 9        | 40       |
| Konec hokejové kariéry |                       |            |               |               |               |               |               |          |          |          |          |          |